# Myotis thysanodes
Myotis thysanodes é uma espécie de morcego da família Vespertilionidae.
Pode ser encontrada nos seguintes países: Canadá, México e Estados Unidos da América.